# The Bounceback
Love & Air Sex ou The Bounceback é um filme de 2013 dirigido por Bryan Poyser. Teve sua estreia no Fsetival SXSW 2013.

## Sinopse
Stan (Michael Stahl-David) após descobrir que sua ex, Cathy (Ashley Bell), estará em Austin no fim de semana, pega um vôo para o Lone Star State, na esperança de conquista-la novamente.

## Elenco
- Ashley Bell - Cathy
- Zach Cregger - Jeff
- Sara Paxton - Kara
- Michael Stahl-David - Stan
- Addison Timlin - Haley
- Marshall Allman - Ralph
- Justin Arnold - Tim

## Recepção
No agregador de críticas dos Estados Unidos, o Rotten Tomatoes, na pontuação onde a equipe do site categoriza as opiniões da  grande mídia e da mídia independente apenas como positivas ou negativas, o filme tem um índice de aprovação de 69% calculado com base em 26 comentários dos críticos. Por comparação, com as mesmas opiniões sendo calculadas usando uma média aritmética ponderada, a nota alcançada é 5,8/10.